# Amandus Kupfer
August Amandus Kupfer (* 3. April 1879 in Alsum, Kreis Lehe, Preußen; † 20. März 1952 in Schwaig bei Nürnberg) war ein deutscher Schriftsteller und Verleger.

## Leben
Amandus Kupfer wurde 1879 als Sohn des Gerbers Oskar Kupfer und dessen Ehefrau Helene geb. Janssen geboren. 1911 gründete er in Kattowitz (Oberschlesien) und 1916 in Hof (Saale) Selbstverlage sowie 1919 in Schwaig bei Nürnberg einen Verlag. Er gab dort eigene Werke sowie einige Werke Carl Huters zur Psycho-Physiognomik heraus. Am 26. August 1912 heiratete er in Kattowitz die 1890 geborene Amtsvorsteherstochter Katharina Nawrath.
Nach dem Tode Carl Huters traten die Eheleute Käthe und Amandus Kupfer mit ihrem Verlag für dessen Lehre ein.
Nach dem Zweiten Weltkrieg wurde, ohne dass dafür Belege geliefert wurden, behauptet, Amandus Kupfer sei während dem Dritten Reich einer Inhaftierung entgangen; zudem hätten die Gestapo und andere Behörden des Dritten Reiches den Widerspruch der Lehren Carl Huters gegenüber dem Nationalsozialismus erkannt. Nachweisbar sind aber mehrere Beiträge seiner Publikationen, die mit nationalsozialistischen Rassevorstellungen kongruent sind.
Die Familie Kupfer baute nach dem Kriege ihren Verlag in Schwaig bei Nürnberg wieder auf. 1987 wurde der Verlag in die Schweiz verkauft.

## Veröffentlichungen
- Grundlagen der praktischen Menschenkenntnis durch Augen-, Gesichts- und Körper-Ausdruckskunde. [Nach Carl Huters Psycho-Physiognomik], 60 Abb. Erste Auflage, Kattowitz: Selbstverlag, Druck von Franz Buschka, Siemianowitz-Laurahütte, Sommer 1911, 72 S.
- Grundlagen der praktischen Menschenkenntnis nach Carl Huters Naturellehre und Psycho-Physiognomik. 3. umgearbeitete und erweiterte Auflage – [Hof in Bayern]: Selbstverlag [1917], 86 Abb., 96 S.
- Der gute Menschenkenner. Schwaig bei Nürnberg, Carl-Huter-Verl., 1979
- Die neue Heilmethode auf Grund der wissenschaftlichen Konstitutionstypenlehre Carl Huters und Meine Heilmittel. Aus: "Die neueste Heilwissenschaft"; Schwaig b. Nürnberg, 1953, 2. Aufl.
- Steht der Kampf um die Macht bevor? Schwaig b. Nürnberg, 1952, [Neudr.]
- Wer regiert das Weltall? Schwaig b. Nürnberg, 1951
- Die Physiognomik des Haares. Zürich, Helioda-Verl., 1949
- Der Wert von Ruhe und Schlaf. Zürich, Helioda-Verl., 1948
- Wer passt zu wem? Zürich, Helioda-Verl., 1948, 2. Aufl.
- Menschenkenntnis. Winterthur-Seen, Schweiz; Wiesmann, 1948
- Die Suggestions-Tragödie des deutschen Volkes. Zürich, Helioda-Verl., 1947